# Lance-roquettes Type 69
 (mars 2018).
Si vous disposez d'ouvrages ou d'articles de référence ou si vous connaissez des sites web de qualité traitant du thème abordé ici, merci de compléter l'article en donnant les références utiles à sa vérifiabilité et en les liant à la section « Notes et références ».

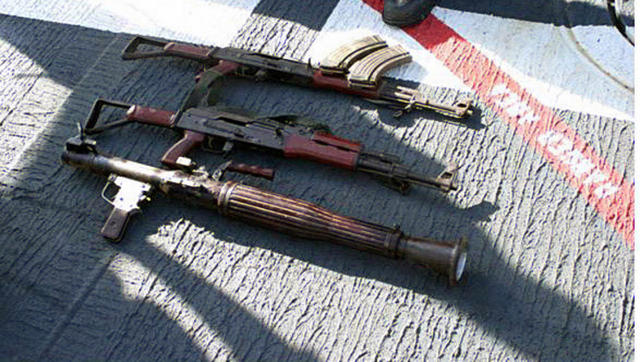
Un RPG Type 69 et deux Fusils Type 56-2 saisis lors de la Guerre d'Irak.

Le lance-roquettes antichar chinois Type 69 ou RPG Type 69 est une copie du RPG-7 soviéto-russe adopté en 1969 par l'Armée populaire de libération.

## Présentation
Le Type 69, connu à l'export comme Norinco Type 69 RPG, se distingue surtout du RPG-7 par la présence d’une  unique poignée-pistolet avant et d'une seconde destiné au transport à la manière d'une mitrailleuse légère. Il existe un RPG Type 69-I sensiblement amélioré.

## Données techniques
- Calibre du tube : 40 mm
- Calibre de la roquette : 85 mm
- Masse du lanceur vide : 5,60 kg
- Longueur de l'arme : 910 mm (du tube : 910 mm)
- Visée : mire métallique; lunette de visée sur Type 69-1

## Diffusion

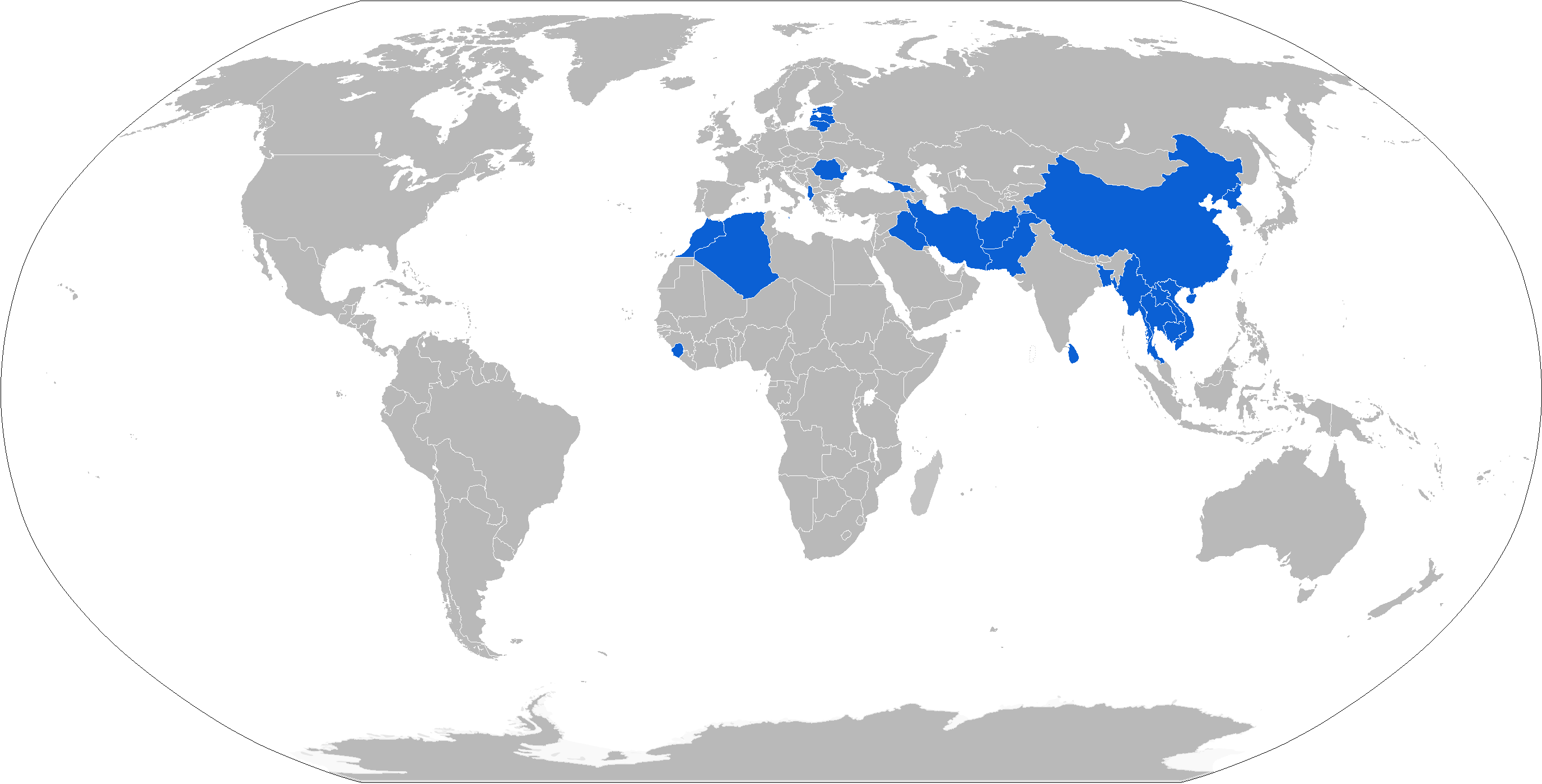
Carte des utilisateurs principaux du Norinco Type 69 RPG (pays en bleu)

Le RPG Type 69 a été adopté par les armées et forces de sécurité des pays suivants : Albanie, Algérie, Bangladesh, Bulgarie, Cambodge, Chine, Corée du Nord, Estonie, Lettonie, Lituanie, Malte, Iran, Iraq, Myanmar, Pakistan, Roumanie, Sri Lanka et Vietnam. Ces pays utilisateurs, auxquels on peut ajouter la Géorgie  la Sierra Leone et la Thaïlande (armes prises sur le PCT), sont souvent dotés du RPG-7 original.

## Le LRAC Type 69 au combat

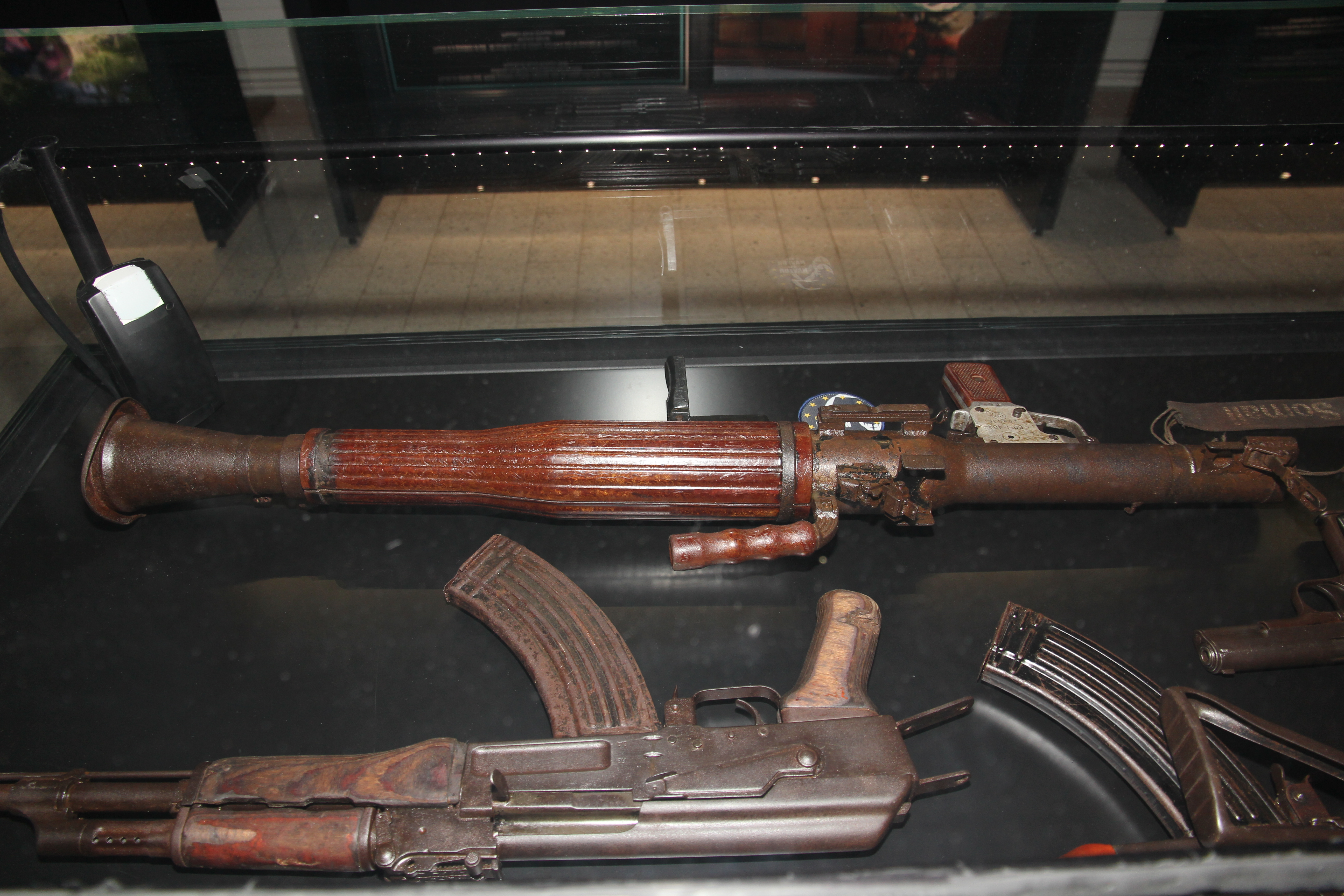
Un LRAC type 69 saisi sur des pirates de la Mer Rouge par la Marine finlandaise lors de l'Opération Atalante (collection du Musée militaire du Manège)

La diffusion mondiale du RPG-7 chinois explique sa présence dans les mains des combattants de nombreux conflits dont :
- la  Guerre du Vietnam (1965-1975),
- la Guerre civile cambodgienne (1967-1975),
- la Guerre sino-vietnamienne (1979),
- la Guerre d'Afghanistan (1979-1989),
- la Guerre Iran-Irak (1980-1988),
- la Guerre civile du Sri Lanka (1983-2009)
- la  Guerre au Terrorisme (2001-Présent),
- la Guerre d'Irak (2003 -2011),
- le Insurrection islamiste au Pakistan (2004-Présent)
- et la Guerre civile syrienne (2011-Présent)